# Roboastra tigris
Roboastra tigris is een slakkensoort uit de familie van de Polyceridae. De wetenschappelijke naam van de soort is voor het eerst geldig gepubliceerd in 1978 door Farmer.